# 波罗的人在英国
在英波罗的人指的是出生或成长或居住在英国的，有波羅的人血统——即立陶宛人或拉脱维亚人血统——的人。

## 历史、人口和定居点
20世纪初，很多拉脱维亚和立陶宛难民开始在格拉斯哥定居，在波罗的移民最多的1950年代，格拉斯哥地区居住着大约10000名波罗的人。 
在英政府于1947年实行的“向西去”行动（Operation Westward Ho）的支持下，移民英国的波罗的人明显增多。第一批流离失所者于1947年从德国英占区来到英国，他们被称作“波罗的小天鹅”（Balt Cygnets）。
2011年英国人口普查结果显示，英格兰有95730名生于立陶宛的居民，威尔士有1353名，苏格兰有4287名，北爱尔兰有7341名。生于拉脱维亚的英国居民方面，共有53977人居住在英格兰，692人在威尔士，4475人在苏格兰，2297人在北爱尔兰。
而之前的2001年英国人口普查结果则是，生在立陶宛和拉脱维亚的英国居民各有4363人和4275人。
伦敦附近的萨里郡布鲁克伍德公墓里专门有一片拉脱维亚墓葬区。